# アナトリー・ヴェデルニコフ
アナトリー・イヴァノヴィチ・ヴェデルニコフ（ロシア語: Анато́лий Ива́нович Веде́рников；ラテン文字転写：Anatoly Ivanovich Vedernikov、1920年5月5日 - 1993年7月29日）は、20世紀を代表するロシアのピアニスト、音楽教育者。ロシア・ピアニズム、ネイガウス派の一人である。

## 経歴
生い立ち
1920年5月5日、ハルビンにて誕生。1926年頃、ヴェラ・ディロンに師事してピアノを習い始めた。十代なかばで両親と引き離された。ハルビンの高等音楽院に入学し、1933年に首席で卒業。演奏活動を開始した。
演奏家として来日
1935年に初めて来日。東京に1年程滞在し、6回にわたる演奏会を開催した。また、レオ・シロタの個人教授を受けた。
モスクワへ
1936年、ソビエト連邦に移住。モスクワ音楽院に入学し、ゲンリフ・ネイガウスに師事した。その直後、家族を粛清の波が襲い、父親は銃殺刑、母親は強制収容所送りとなってしまう。アナトリー自身については、師であるネイガウスの計らいで何とか逮捕を免れた。1940年、初の自主公開演奏会を開催。
戦後の1959年、教育者としてグネーシン音楽大学で後進の指導にあたるようになり、1980年には母校のモスクワ音楽院でも指導にあたるようになった。1985年、モスクワ音楽院の教授に任命された。1993年3月10日、ピンネベルクにおける最後のリサイタルを開催した。1993年7月29日、モスクワで死去。

## 受賞・栄典
- 1983年：ロシア共和国功労芸術家の称号を授与[4]。

## 演奏活動と録音
演奏活動
自身の信念に忠実に行動したため体制に迎合せず当局に睨まれ、海外での演奏活動が制限された。このことは、ヴェデルニコフの類稀なる能力が国外に広く発信できず、ロシア以外では存在すら殆ど知られないことの理由となった。ただし、当人が自分にはレコードがある、と発言したとおり音源資料が存在している。ヴェデルニコフの映像は殆ど現存しないが、2007年に演奏映像のDVDが公開された。1980年代に入ると、ペレストロイカにより、ロシア（ソ連）以外での演奏活動もできるようになった。これは、ヴェデルニコフの人生における大きな変化となった。西側諸国での演奏会は好評を博した。しかし、時すでに遅く、西側から体系的に録音をする日は来なかった。
レパートリー
ヴェデルニコフの演奏のレパートリーはとても広い。バロックからロマン派、印象派、現代音楽にいたるまでの音楽に精通しており、ロシア人で、リゲティの練習曲を、リゲティより年上のピアニストが、初めてライブで弾いたという事実は西側を震え上がらせた。また、指の動きが速く、運指が優れ、ペダリングも清潔であったことから録音には都合がよかったことがわかる。ペダルを上げてカットし、すぐに素早く後踏みする技術はネイガウス直伝のテクニックである。これは晩年のフランツ・リストのペダリングと言われており、ロシアまでこの奏法が伝達されていたことがうかがえる。
録音
ガリーナ・ウストヴォーリスカヤのピアノソナタ第二番のもっとも初期の録音はヴェデルニコフのものである。ソ連当局や音楽院の圧力に屈せず現代音楽を可能な限り弾き残していたことは、彼の業績を前人未到のものにしたが、古典派の奇抜な解釈も忘れ難い。